# 撣邦文化博物館
撣邦文化博物館位於緬甸撣邦首府東枝，為緬宗教事务与文化部考古司和國家博物館下屬的文化博物館之一。

## 历史
成立於1974年。展示了撣邦35個民族的服飾、樂器和生活用品。